# لويس غوزمان
لويس غوزمان (بالإسبانية: Luis Guzmán)‏ (ولد في 28 أغسطس 1956) هو ممثل أمريكي من اصل بويرتو ريكو لعب لويس أدوار شخصية شريرة في اغلب افلامه.

## وصلات خارجية
- لويس غوزمان على موقع IMDb (الإنجليزية)
- لويس غوزمان على موقع ميتاكريتيك (الإنجليزية)
- لويس غوزمان على موقع روتن توميتوز (الإنجليزية)
- لويس غوزمان على موقع ألو سيني (الفرنسية)
- لويس غوزمان على موقع أول موفي (الإنجليزية)
- لويس غوزمان على موقع قاعدة بيانات الأفلام السويدية (السويدية)
- لويس غوزمان على موقع إن إن دي بي (الإنجليزية)
- لويس غوزمان على موقع ديسكوغز (الإنجليزية)
- لويس غوزمان على موقع قاعدة بيانات الفيلم (الإنجليزية)
- لويس غوزمان على موقع ليتربوكسد (الإنجليزية)